# Babbel
Babbel ist eine kostenpflichtige E-Learning-Plattform für webbasiertes Lernen von Sprachen. Das Unternehmen wurde als Lesson Nine GmbH 2007 gegründet, hat seinen Hauptsitz in Berlin und einen Standort in New York.

## Geschichte
Babbel wurde im August 2007 von Toine Diepstraten, Lorenz Heine, Thomas Holl und Markus Witte als Lesson Nine GmbH gegründet. 
Im Januar 2008 ging Babbel als kostenlose Beta-Version online und finanzierte sich zunächst durch ein werbebasiertes Modell. Im selben Jahr investierten Kizoo Technology Ventures und die IBB Beteiligungsgesellschaft in das Unternehmen. 2009 folgte eine Million Euro aus dem Europäischen Fonds für regionale Entwicklung der Europäischen Union. Im November desselben Jahres beendete Babbel die Nutzung eines werbefinanzierten Modells.
Seit 2012 erwirtschaftet Babbel seinen Umsatz durch verschiedene Abonnements.
Im März 2013 kaufte Babbel PlaySay aus San Francisco, um auf dem US-amerikanischen Markt Fuß zu fassen. Im selben Monat schloss das Unternehmen seine Series-B-Finanzierungsrunde in Höhe von zehn Millionen US-Dollar ab, die von Reed Elsevier Ventures angeführt wurde.  2017 erweiterte Babbel sein Geschäftsmodell um eine angepasste App für Unternehmenskunden.
Während der COVID-19-Pandemie registrierten sich nach Angaben des Geschäftsführers Arne Schepker dreimal so viele neue Nutzer wie im Jahr zuvor.
Der für 24. September 2021 geplante Börsengang wurde drei Tage vorher abgesagt, ist mittelfristig aber weiterhin beabsichtigt.

## Unternehmen
Babbel hat seinen Hauptsitz in Berlin-Mitte und einen Standort in New York. 2018 erwirtschaftete das Unternehmen 106,4 Millionen Euro und verzeichnete 2019 einen Umsatz von 123,9 Millionen Euro sowie 10 Millionen Abonnements seit 2009. Seit 2019 ist Arne Schepker Vorsitzender der Geschäftsführung.

## Angebot
Babbel ist ein Produkt der Babbel GmbH aus Berlin. Das Unternehmen bietet in verschiedenen Abo-Modellen Lernkurse für Privatpersonen und Unternehmen an. 
Die Kurse orientieren sich am Gemeinsamen europäischen Referenzrahmen für Sprachen (GER). Anhand von kurzen Themenblöcken werden Übungen zu Grammatik und Wortschatz angeboten und so Sprachfertigkeiten wie Lesen, Schreiben, Hörverstehen und Sprechen vermittelt. Dabei werden die Lernfortschritte in einer Cloud gespeichert. Im Februar 2016 meldete das Unternehmen eine Million aktive, zahlende Nutzer.

## Auszeichnungen
2011 und 2016 wurden die Preise Comenius-EduMedia-Award und Erasmus EuroMedia Seal of Approval an das Unternehmen vergeben. Im selben Jahr erhielt Babbel den European Award for Technology Supported Learning (eureleA) für die beste technische Umsetzung. 2009 war Babbel einer von 400 Finalisten der TechCrunch European Startup Awards.